# Club Deportivo Atlético Comonfort
El Club Deportivo Atlético Comonfort fue un equipo del fútbol mexicano que militó en la Segunda división mexicana. Tuvo su sede en Empalme Escobedo, municipio de Comonfort, Guanajuato y fueron conocidos popularmente como los Mastines de Comonfort.
Comonfort es una pequeña localidad de aproximadamente 20,000 habitantes, pero que ha contado con un buen número de equipos, los cuales han logrado forjar una gran historia dentro del fútbol de la Zona del Bajío. En el pasado, los equipos más representativos de la localidad eran el Águila y el Atlético, antecedente de este Atlético Comonfort, hubo algunos jugadores que llegaron a jugar en Primera División siendo el más destacado Ranulfo el "Chapulín" Rosas.
En el Apertura 2007, el Atlético Comonfort se proclama campeón del torneo de la Tercera División de México, al derrotar en serie de penales al equipo de Teca Huxquilicán por 5 a 4. En tiempo reglamentario Huxquilicán ganó por marcador de 1-0, empatando el global a un tanto por bando, en tiempo extra volvieron a empatar esta vez con marcador de 2 a 2, forzando a los tiros de penal. La liguilla para el equipo había empezado con un triunfo de 3-1 global (2-1 y 1-0) contra el Cocúla Santa Rosalía, en octavos de final se enfrentaron a Tecos Saluya U.A.G ganando 4-1 (0-0, 4-1), en cuartos de final superaron a los Mapaches de Nueva Italia por marcador de 3-1 (1-1, 1-2), en semifinales le ganaron a Guasave después de haber empatado 1-1 en el partido de ida y finalmente se coronaron ante el Huzquilicán.
El entrenador del equipo en ese entonces era Homero Pasallo, quien fue portero del Celaya y del Querétaro, y el equipo estaba formado por Marco Calvillo, Marco Noyola, Eduardo Hernández, Mauricio Sandoval, Luis Gallardo, Julio López, Jorge Aparicio, José Patiño, David Fuentes, Carlos Barraza, Mauricio Vargas, Alberto Villagómez, Miguel Juárez y José Juan Vázquez.
- Datos: Q6412802